# Ninetail
ninetail（ナインテイル）は、合同会社スタジオ九尾のアダルトゲームブランドである。サブブランドに「dualtail」（デュアルテイル）・「tritail」（トライテイル）がある。

## 沿革
ninetailのスタッフは元々株式会社タケ・ビジョンに所属し、「TAKE」ブランドの『LIGHT MY FIRE 〜はじめまして〜』でデビュー。その後、「パンプキンソフト」・「West Vision」ブランドでアダルトゲームを制作していた。2005年11月に一つ目のサブブランド「ninetail」を、2007年1月に二つ目のサブブランド「DualMage」（後にdualtailに改名）を立ち上げると、そちらでの制作がメインとなる。
2008年10月にm.c.tom・鬼影姚ニ・け〜まる・トシぞー・丹下ゲンタなど主なスタッフが退社・独立し、ninetailをメインブランドとした新会社を設立した。これは、タケ・ビジョンがPCゲームの開発から手を引いたために起こった独立であった。ブランド名の継続や登場キャラクターの使用許可、廉価版関連の販売権利の譲渡など、特に問題は無く独立は済んだ。サポートに関しては、「ninetail」・「dualtail」ブランドの作品は独立前・独立後にかかわらず全て継続して行われている。
2009年末に三つ目のブランド「tritail」を立ち上げる。それによって、「ゲーム性・燃え」をテーマとした「ninetail」、「ダーク系・ハード系・SLG」をテーマとした「dualtail」、「ライト系・萌え・甘々」をテーマとした「tritail」の三ブランド体制となった。

## 作品一覧
- ninetail
  - 2006年9月22日発売 - 機械仕掛けのイヴ 〜Dea Ex Machina〜
  - 2008年8月29日発売 - 天ツ風 〜傀儡陣風帖〜
  - 2010年7月30日発売 - 遠望のフェルシス Horizon of the earth and sky
  - 2013年1月25日発売 - GEARS of DRAGOON 迷宮のウロボロス
  - 2015年9月18日発売 - ナインテイル アニバーサリーパック（ 「機械仕掛けのイヴ」「天ツ風」「遠望のフェルシス」「奴隷将校クラリス」「VenusBlood」「VenusBlood -CHIMERA-」「VenusBlood -DESIRE-」「灰色の空に堕ちた翼」「魔法少女ラヴィリオン」セット版）
  - 2015年12月18日発売 - GEARS of DRAGOON2 〜黎明のフラグメンツ〜
  - 2020年3月27日発売 - 創神のアルスマグナ
  - 2024年4月26日発売 - GEARS of DRAGOON 3 ～竜刻のレガリア～
- dualtail（旧名：DualMage）
  - 2007年4月20日発売 - VenusBlood
  - 2007年8月24日発売 - SYOKUSYULIEN 〜淫獄の大地〜
    - この作品のみ外注作品でタケ・ビジョン側が権利を持っている為、現在ではサポートはしていない。

  - 2008年4月25日発売 - 奴隷将校クラリス 〜白濁のグローリエ〜（堕落将校クラリス 〜白濁のグローリエ〜）
  - 2008年10月31日発売 - VenusBlood -CHIMERA-
    - この作品がタケ・ビジョン所属時の最終作[2]。

  - 2009年2月27日発売 - 魔法少女ラヴィリオン
  - 2009年5月29日発売 - 灰色の空に堕ちた翼
  - 2009年11月27日発売 - VenusBlood -DESIRE-
  - 2010年11月26日発売 - VenusBlood -EMPIRE-
  - 2011年9月30日発売 - VenusBlood -ABYSS-
  - 2012年4月27日発売 - VenusBlood -FRONTIER-
  - 2013年11月29日発売 - VenusBlood -GAIA-
  - 2014年11月28日発売 - VenusBlood -HYPNO-
  - 2016年11月25日発売 - VenusBlood -RAGNAROK-
  - 2017年9月29日発売 - VenusBlood -BRAVE-
  - 2017年12月22日発売 - VenusBlood AfterDays Episode:1 太陽の少女
  - 2017年12月22日発売 - VenusBlood AfterDays Episode:2 風の双竜神
  - 2018年12月28日発売 -VenusBlood:Lagoon
  - 2019年2月22日発売 - VenusBlood DarkChronicle Episode:1 堕ちた竜姉妹
  - 2019年2月22日発売 - VenusBlood AfterDays Episode:3 業炎の花嫁
  - 2019年2月22日発売 - VenusBlood AfterDays Episode:4 竜の歌姫
  - 2019年12月20日発売 - VenusBlood FRONTIER International
  - 2020年10月23日発売 - VenusBlood AfterDays Episode:5 温泉宿の守護女神
  - 2020年10月23日発売 - VenusBlood AfterDays Episode:6 後宮の絶対神
  - 2020年10月23日発売 - VenusBlood DarkChronicle Episode:2 混沌に堕ちる母娘神
  - 2021年11月26日発売 - VenusBlood HOLLOW International
  - 2022年1月28日発売 - VenusBlood Savior
  - 2022年5月13日発売 - VenusBlood AfterDays Episode 7 救世の竜少女
  - 2022年6月10日発売 - VenusBlood AfterDays Episode 8 吸血公女のリゾート大作戦
  - 2022年6月10日発売 - VenusBlood DarkChronicle Episode4 不死の主従と絶望の末路
  - 2023年7月28日発売 - VenusBlood GAIA International[5]
  - 2023年10月6日発売 - VenusBlood DarkChronicle Episode:5 その花は漆黒に堕ちゆく
  - 2023年10月6日発売 - VenusBlood -AfterDays- Episode:9 魔女ユランの大冒険
  - 2024年9月13日発売 - VenusBlood -AfterDays- Episode:10 白の女帝は癒されたい
  - 2024年9月13日発売 - VenusBlood -AfterDays- Episode:11 漆黒のメイド長奮闘記
  - 2024年9月13日発売 - VenusBlood DarkChronicle Episode6 虜囚の令嬢たち
  - 2025年7月25日発売 - Venus Blood VALKYRIE

- tritail
  - 2010年2月26日発売 - まじょ☆プリ
  - 2011年3月11日発売 - 恋祭☆綺想カメリアノート〜夢に忍ばず、斬り咲け乙女!〜

## 主な所属スタッフ
- 社長
  - 鬼影姚ニ
- 監督
  - け〜まる
- 原画
  - トシぞー
  - 丹下ゲンタ
- シナリオ
  - イルカ
  - 内山涼介

## 元スタッフ
- 原画
  - 黒崎寛哉
- シナリオ
  - あくまっこ - フリーランスのシナリオライターとなる。